# Otodontidae
Gli Otodontidae sono una famiglia estinta di squali appartenenti all'ordine Lamniformes, i cui membri sono spesso indicanti come i "megatoothed", o squali dai denti grossi. Vissero dal Cretaceo inferiore al Pliocene, circa 115–3.6 milioni di anni fa (Albiano-Zancleano), ed includevano generi come Otodus, compreso lo squalo più grande mai esistito, il megalodonte (O. megalodon). Studi recenti sul genere Megalolamna indicano che i membri del genere Carcharocles dovrebbero essere riclassificati come membri del genere Otodus. Si ritiene che il genere Cretalamna, vissuto a partire dalla metà del Cretaceo-Paleogene, sia direttamente ancestrale a Otodus, e quindi al megalodonte.